# Les Courtilles (métro de Paris)
Pour les articles homonymes, voir Courtille.
Les Courtilles est une station de la ligne 13 du métro de Paris, située à la limite des communes d'Asnières-sur-Seine et Gennevilliers. Cette 299e station du métro de Paris, ouverte le 14 juin 2008, est, depuis cette date, le terminus de la ligne 13 sur sa branche nord-ouest.

## Situation
La station se situe à la limite des communes d'Asnières-sur-Seine et de Gennevilliers, au croisement formé par l'axe de l'avenue de la Redoute et l'avenue Lucien-Lanternier d'une part, et l'axe du boulevard Pierre-de-Coubertin et du boulevard Intercommunal d'autre part. Le nom de chacune de ces deux communes se trouve en sur-titre du nom de la station sur les plans et dans la station.

## Histoire
Pendant la période d'étude du projet de prolongement de la ligne 13 vers la station, celle-ci avait pour dénomination temporaire « Asnières - Gennevilliers - Le Luth », du nom du quartier gennevillois, les Courtilles étant un quartier asniérois.
En 2019, 3 886 523 entrants ont été comptabilisés dans cette station ce qui la place à la 124e position des stations de métro pour sa fréquentation.
En 2020, avec la crise du Covid-19, 2 194 218 voyageurs sont entrés dans cette station ce qui la place à la 109e position des stations de métro pour sa fréquentation.
En 2021, la fréquentation remonte progressivement, avec 2 802 689 voyageurs qui sont entrés dans cette station ce qui la place à la 122e position des stations de métro pour sa fréquentation.
Un prolongement ultérieur de la ligne 13 vers Port de Gennevilliers, inscrit dans le Schéma directeur de la région Île-de-France (SDRIF) adopté en 2008 par le Conseil régional, n'est plus envisagé pour le moment. Ce projet ne figure plus dans la nouvelle version du SDRIF adoptée le 25 octobre 2012.

## Services aux voyageurs

### Accès
La station est accessible par le bâtiment (y compris aux fauteuils roulants) via deux accès :
- l'accès no 1 « Avenue de la Redoute» ;
- l'accès no 2 « Boulevard Intercommunal ».

Accès à la station
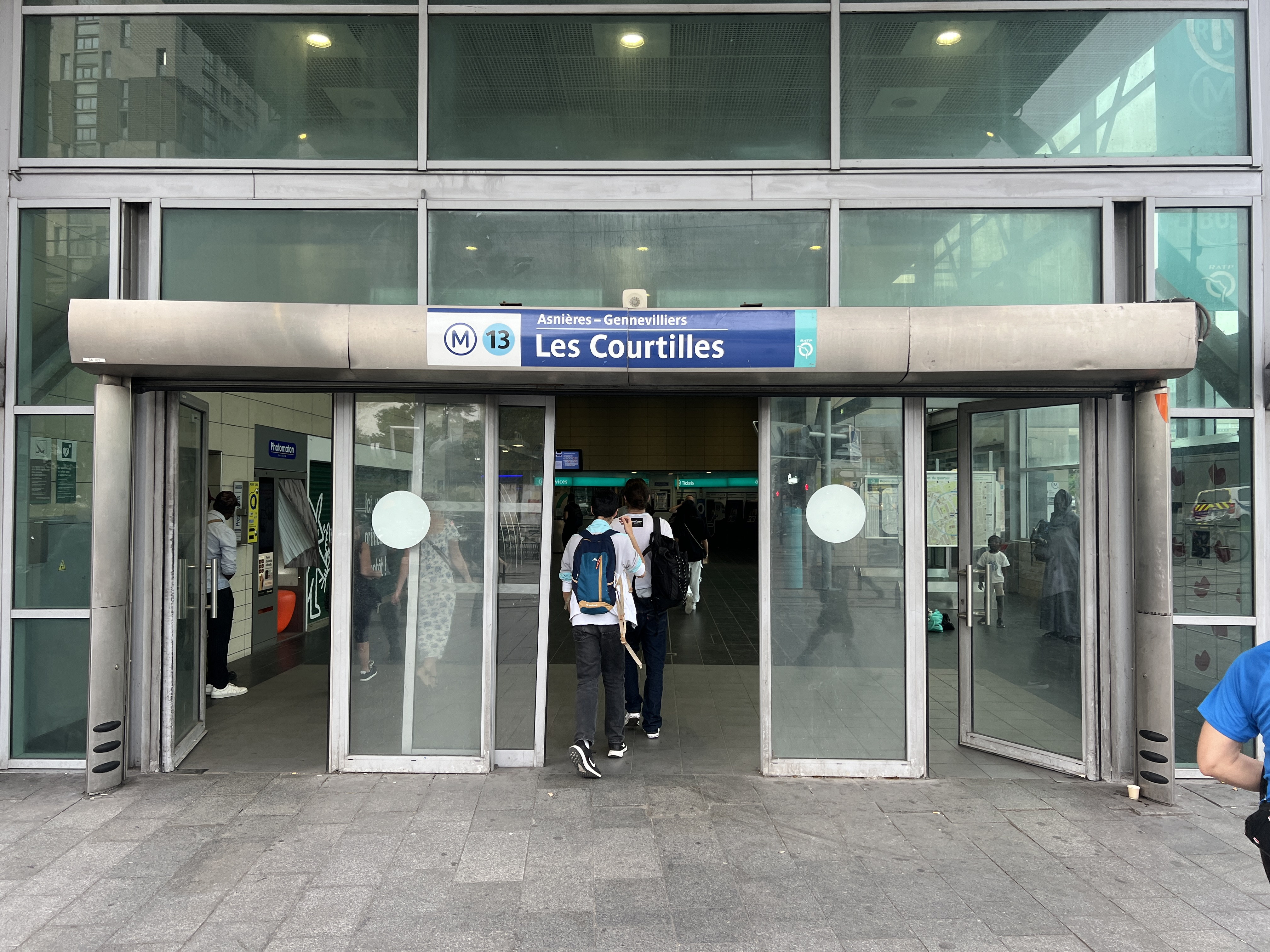
L'accès no 1 « Avenue de la Redoute ».
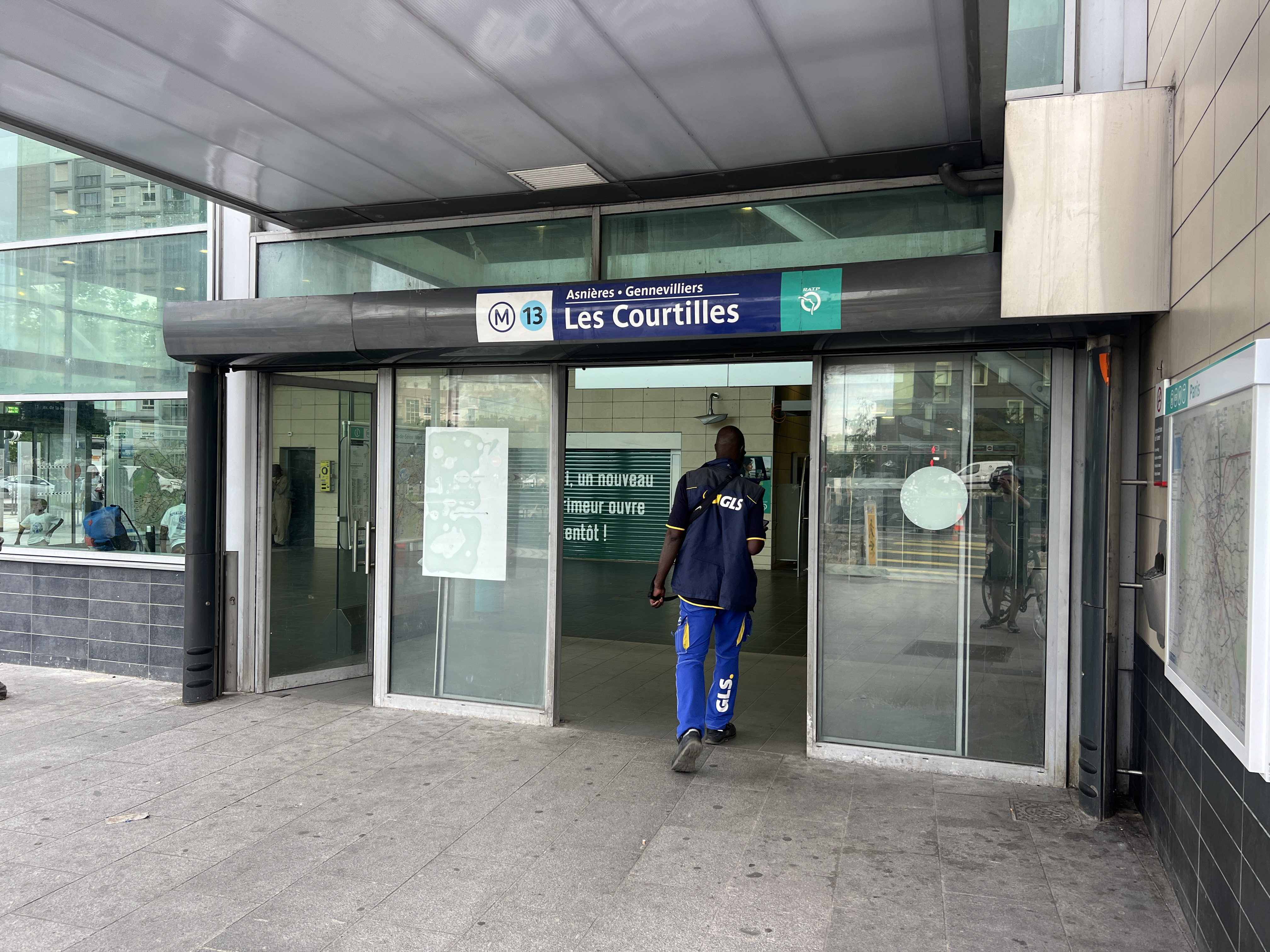
L'accès no 2 « Boulevard Intercommunal ».
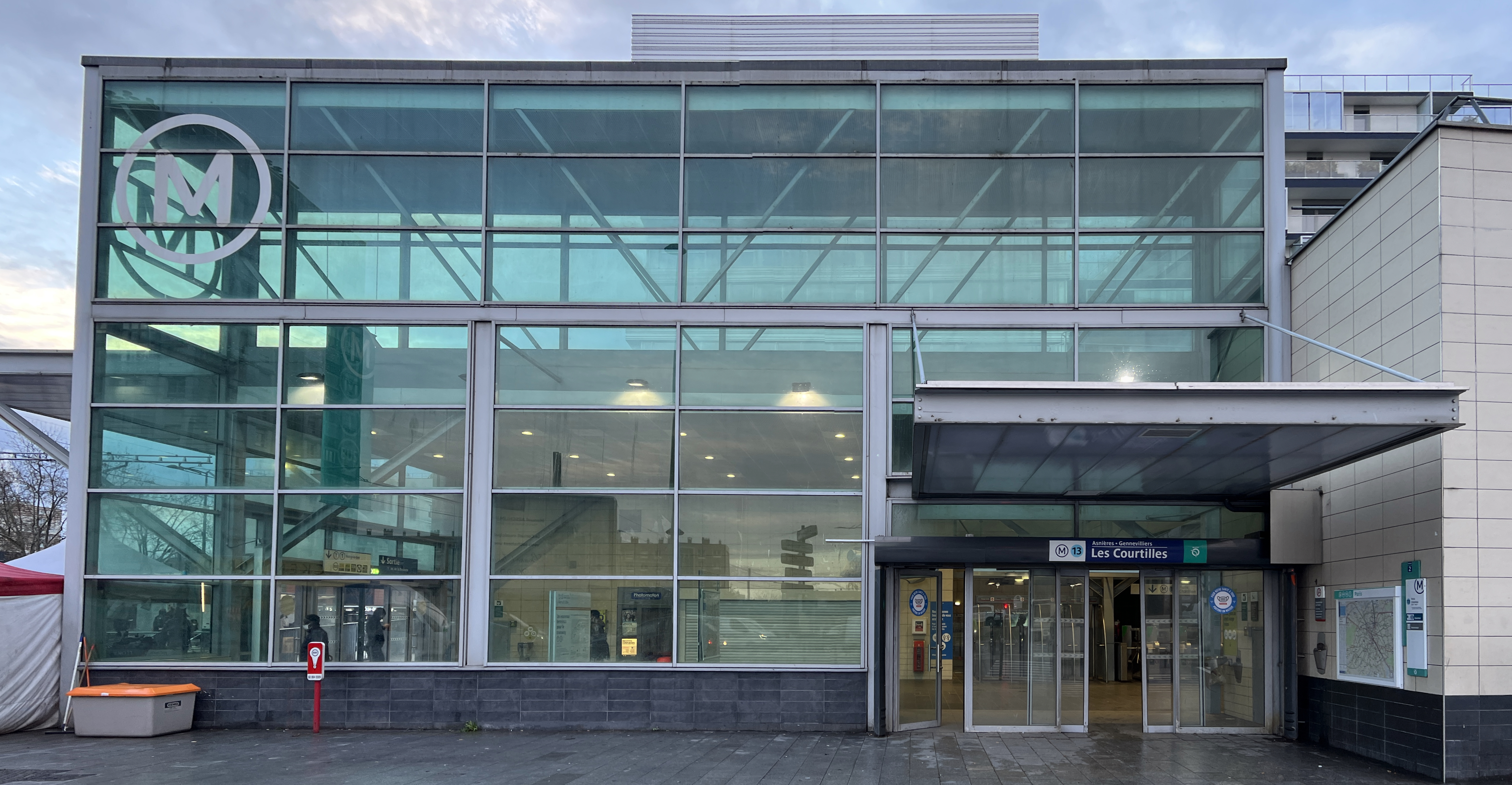
Façade du bâtiment avec l'accès no 2.

### Quais
Les Courtilles est une station de configuration standard avec deux quais séparés par les voies du métro.

### Intermodalité
La station est desservie par le tramway T1 (depuis le 15 novembre 2012), les lignes 235, 238, 276, 304, 378 et Bus du Port du réseau de bus RATP, et la nuit, par la ligne N51 du Noctilien.

## À proximité
- Port de Gennevilliers
- Stade Léo-Lagrange, à Asnières-sur-Seine

Galerie de photographies
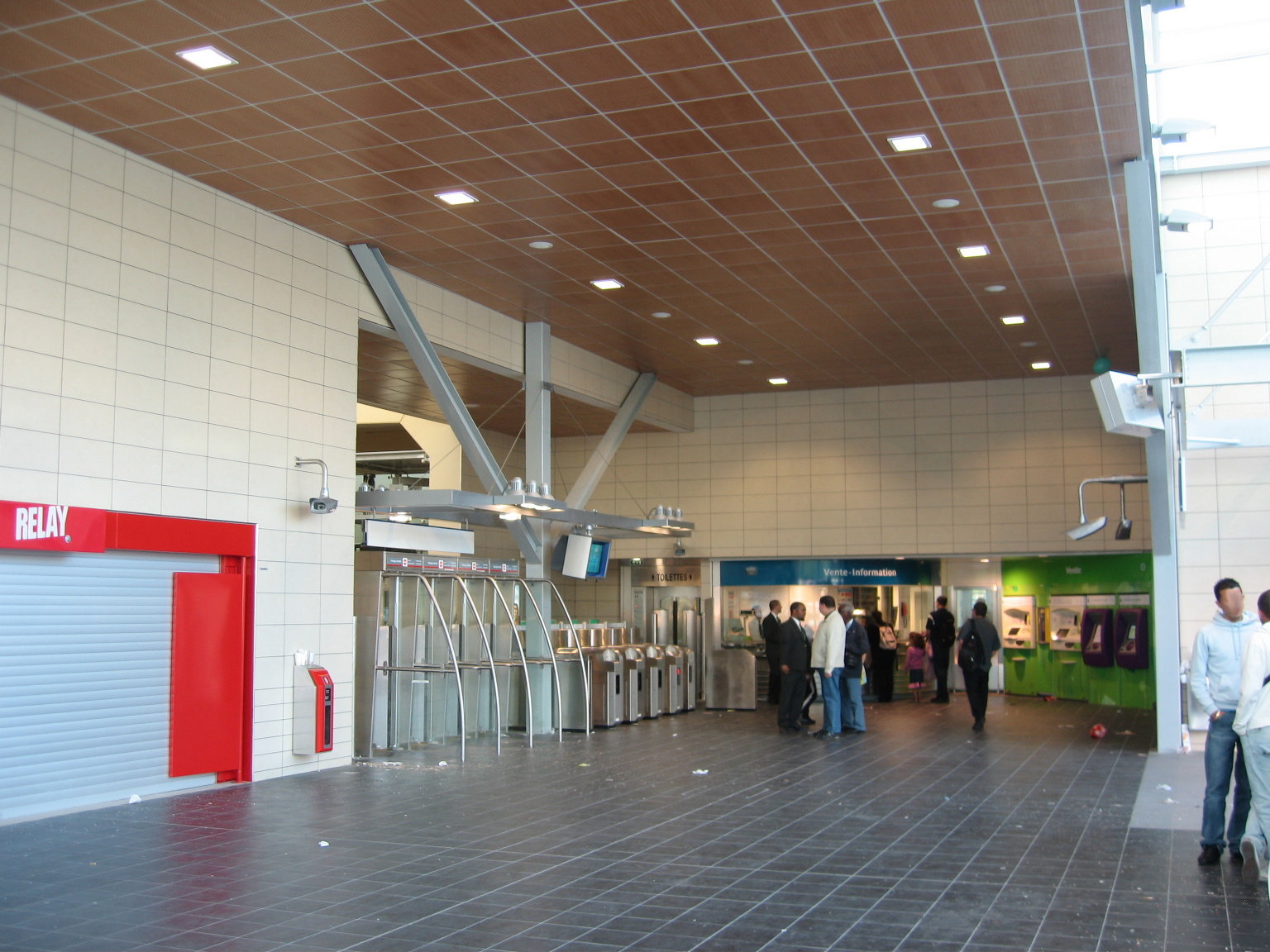
L'entrée et le guichet.
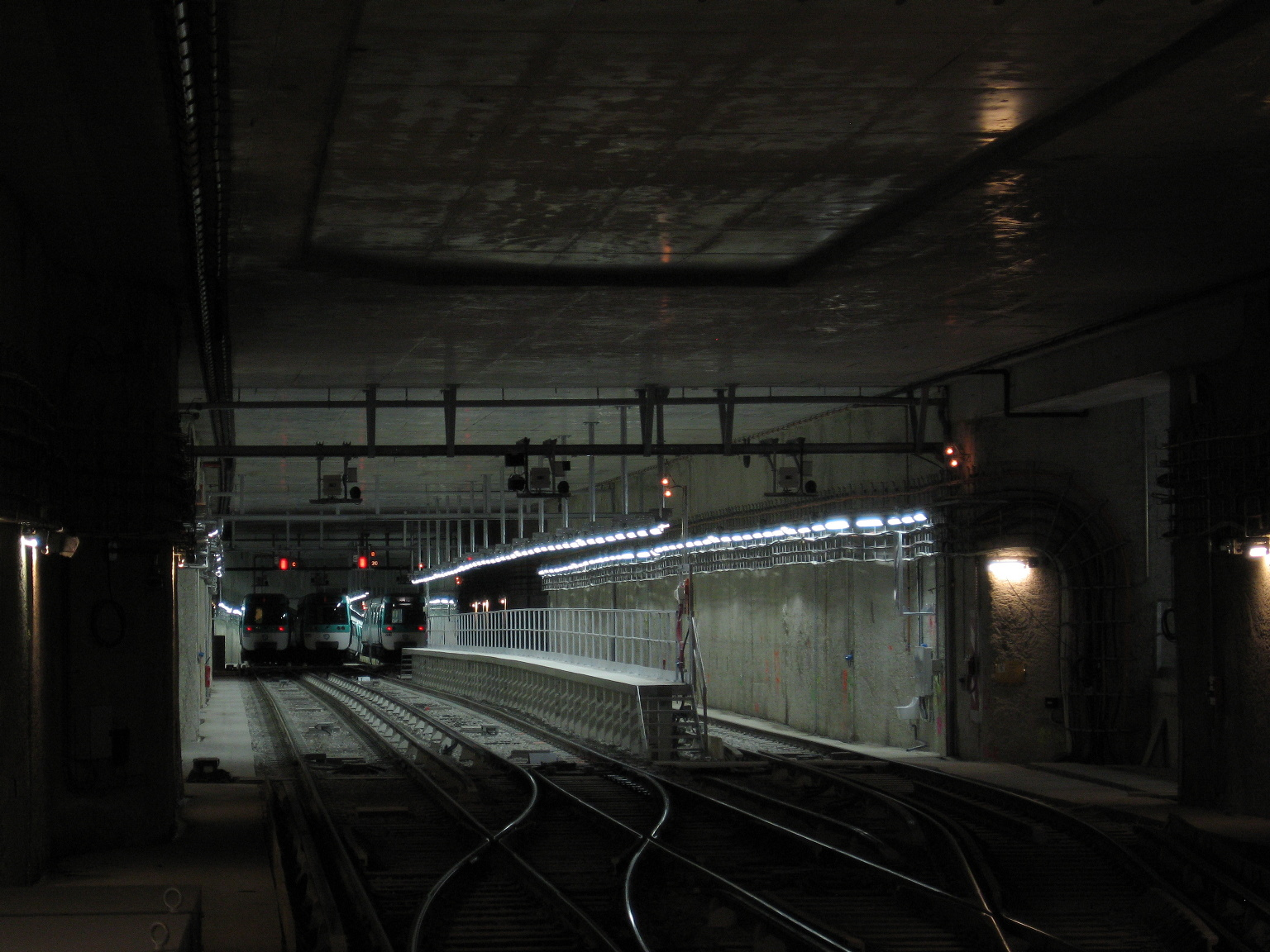
Les positions de garage.